# Configfs
Configfs ist ein virtuelles Dateisystem des Linux-Kernels als RAM-Disk im Arbeitsspeicher. Es koexistiert mit sysfs und procfs, erlaubt aber eine komplexe Konfiguration. Wie sysfs ist es eine Schnittstelle im Benutzermodus zu verschiedenen Kernel-Subsystemen, wie beispielsweise zu diversen Kernel-Modulen, die darüber zur Laufzeit eingerichtet werden können. Configfs wird üblicherweise unter /sys/kernel/config eingehängt.

## Entwicklung und Eigenschaften
Configfs wurde im Rahmen des Cluster-Dateisystems OCFS2 entwickelt und 2005 vorgestellt, in den Linux-Kernel in Version 2.6.16 aufgenommen und ursprünglich unter /config eingebunden. Es komplementiert vor allem sysfs mit ähnlicher Funktionalität, jedoch mit einem wesentlichen Unterschied: Während sysfs-Objekte vom Kernel kontrolliert werden (d. h. deren Repräsentation als Verzeichnisse und Dateien, das Erstellen und wieder Entfernen der Verzeichnisse und der Dateien darin, geschieht im Kernelraum), ist der Zugriff auf die Objekte von configfs für den Userspace ausgelegt. Verzeichnisse können daher mit mkdir angelegt und mit rmdir wieder gelöscht werden. Das ermöglicht die Verwaltung der Kernel-Objekte von configfs als virtuelles Dateisystem gem. everything is a file.

## Nutzung
Unter modernen Linux-Distributionen wird configfs automatisch eingehängt. Genutzt werden kann es nur mit Gerätetreibern, die es unterstützen. Wird ein solcher Treiber geladen, so erstellt er ein Verzeichnis unterhalb von /sys/kernel/config.
Ein Beispiel sind device tree overlays. Um diese nutzen zu konfigurieren, werden die Objekte im configfs-Einhängepunkt erstellt:
```
#
 
mkdir
 -p /sys/kernel/config/device-tree/overlays/
```

Um ein Overlay-Objekt zu erzeugen, muss es ebenfalls erstellt werden. Als Platzhalter soll hier „foo“ dienen. Die Overlay-Firmware-Datei von „foo“ muss in das erstellte Verzeichnis kopiert werden:
```
#
 
mkdir
 /sys/kernel/config/device-tree/overlays/foo

#
 
cat
 /Pfad/zur/foo-firmware.dtbo 
>
 /sys/kernel/config/device-tree/overlays/foo/dtbo
```

Um die Verwendung der Overlay-Firmware „foo“ wieder rückgängig zu machen, braucht nur die Datei und das Verzeichnis wieder gelöscht zu werden:
```
#
 
rm
 -r /sys/kernel/config/device-tree/overlays/foo
```